# Р-145БМ

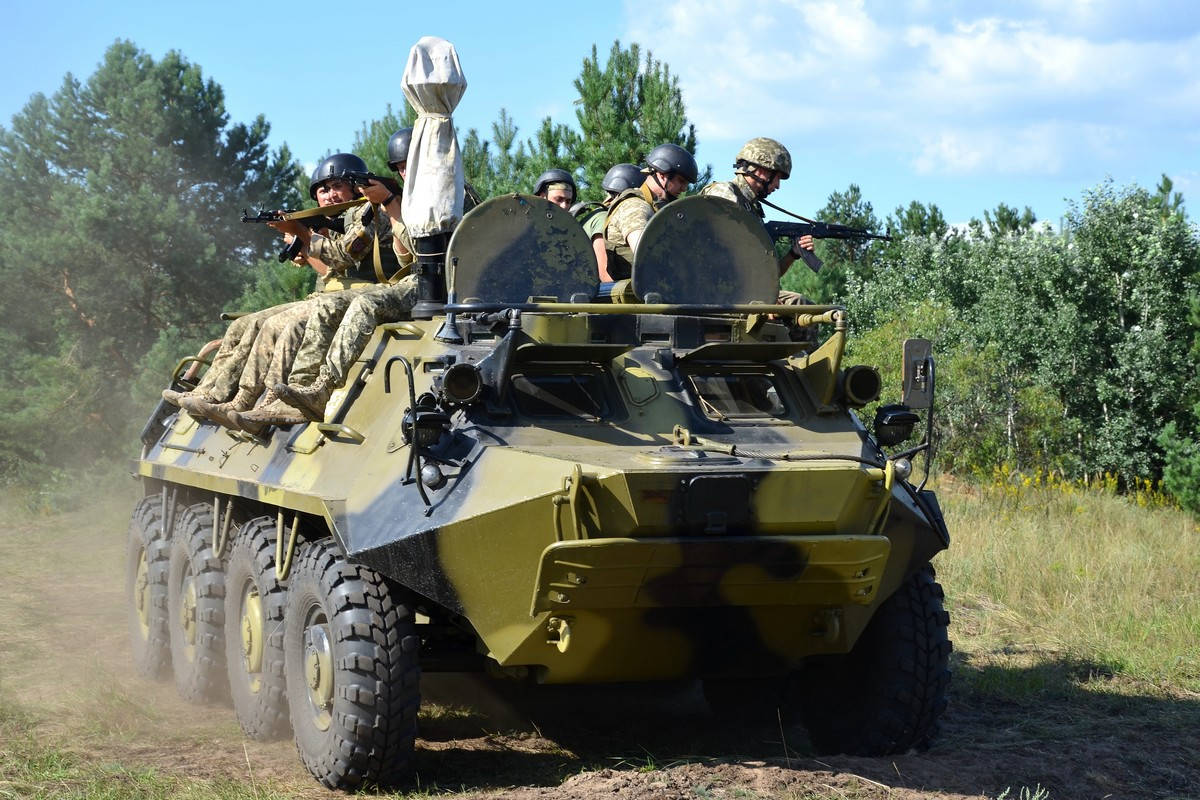
Р-145БМ «Чайка». Майбутні офіцери запасу в Національному університеті оборони проходять випускні випробування та готуються до складання Військової присяги. 2018 р.

Р-145БМ «Чайка» — командно-штабна машина виробництва СРСР. Створена на базі бронетранспортера БТР-60ПА.

## Призначення
Призначенням Р-145БМ є організація радіозв'язку в пересувних, мобільних пунктах управління по одному КХ і трьом УКХ каналах в русі, на стоянці; при цьому по одній з радіостанцій може вестися зв'язок із застосуванням ЗАЗ. КШМ може працювати як в системі ВЗ ПУ, так і автономно.

## Засоби радіо— зв'язку
- Радіостанція Р-111 = 2 к-ти УКХ станцій
- Радіостанція Р-123 = 1 к-т (таку звана «танкова» радіостанція)
- Радіостанція Р-130 = 1 к-т КХ

## База
Колісний 4-вісний плаваючий бронетранспортер БТР-60. При цьому кабіна екіпажа (водій і командир) відділена перегородкою, в середній частині два робочих місця зв'язківців, 4 радіостанції, запаси польового кабелю П-274 і телефонних апаратів ТА-57 для організації дистанційного управління і зв'язку всередині ВЗ на стоянках. Зверху на БТР кріпиться мачтова телескопічна щогла для підйому антен радіостанцій

## Комплектація
Комплектація КШМ включає
- КХ радіостанцію Р-130М «Самшит»;
- здвоєний симплексний варіант УКХ радіостанції Р-111 «Біном-М»;
- УКХ радіостанцію Р-123МТ «Магнолія»;
- пристрій виклику Р-012М;
- комплект апаратури ЗАЗ Т-219 «Яхта»;
- комплект комутаційної апаратури;
- комплект антенно-щоглових пристроїв;
- систему електроживлення:
- генератор Г-290;
- бензоелектричний агрегат АБ-О / 230.

## Режими роботи
КШМ забезпечує надійний двосторонній радіозв'язок з однотипними радіостанціями в умовах середньогорбистої місцевості в будь-який час доби і року.
Радіостанції Р-111, Р-123МТ і Р-130М можуть працювати незалежно і одночасно при виборі частот по таблиці варіантів робочих частот.
Керування радіостанціями в радіотелефонному режимі може здійснюватися з двох робочих місць радистів-операторів, двох робочих місць командира, одного робочого місця офіцера і з двох телефонних апаратів ТА-57, підключених до КШМ за допомогою двох провідних ліній довжиною до 500 м кожна.
КШМ забезпечує
- одночасне і незалежне ведення зв'язку в русі і на стоянці р / станціями основного комплекту,
- взяття управління підготовленої до роботи в режимі А р / станцією самостійно будь-яким членом екіпажу безпосередньо зі свого робочого місця.
- дистанційне керування в режимі А двома р / станціями КШМ по двох лініях ДУ з винесених телефонних апаратів ТА-57 на відстань до 500 м,
- дистанційне керування в режимі Б одній з р / станцій КШМ з винесеного ТФ апарата на відстань до 500 м,
- взяття командиром і офіцером управління підготовленої до роботи р / ст (в режимі Б
- тільки командиром), на замовлення через радиста робочого місця Р1,
- гучномовний прийом роботи р / станцій КШМ на перше робоче місце командира і в апаратній відсіку,
- сигналізацію в командному відсіку про готовність до роботи радіоканалу в режимі Б,
- сигналізацію про режим роботи і зайнятості радіоканалу в режимі Б,
- внутрішню виборчу зв'язок між усіма членами екіпажу,
- циркулярну внутрішній зв'язок командирами офіцера з членами екіпажу,
- роботу р / станцій КШМ з однотипними р / станціями в будь-який час року і доби, на среднепересеченной місцевості, в залежності від умов роботи, обраних частот і типу застосовуваних антен на відстані:
  - Р-130М — до 350 км
  - Р-111 — до 75 км.

Робота через апаратуру ЗАС проводиться з одного робочого місця радиста-оператора, двох робочих місць командира і з одного телефонного апарата ТА-57.
Забезпечується циркулярна і вибіркова передача і прийом сигналів виклику по чотирьом радіостанціям КШМ за допомогою пристрою Р-012М.

## Цікаво
По засобам зв'язку аналогічно до Р-145 укомплектована Р-125 на базі ГАЗ-66